# آدام فیوت
آدام فیوت (لهستانی: Adam Fiut؛ ‏ ۱۷ ژوئن ۱۹۳۳ – ۱۴ دسامبر ۱۹۶۶) بازیگر و کارگردان نمایش اهل لهستان بود. 
او با کارگردانانی چون رومن پولانسکی، یولیان ججینا، پاوئو کوموروفسکی و یژی زاژیتسکی همکاری داشت. او و همکار بازیگرش «یان ژیلینسکی» در جریان یک تصادف شدید میان دو اتوبوس کشته و در گورستان راکوویتسکی به‌خاک سپرده شد.